# Advanced Technology Large-Aperture Space Telescope

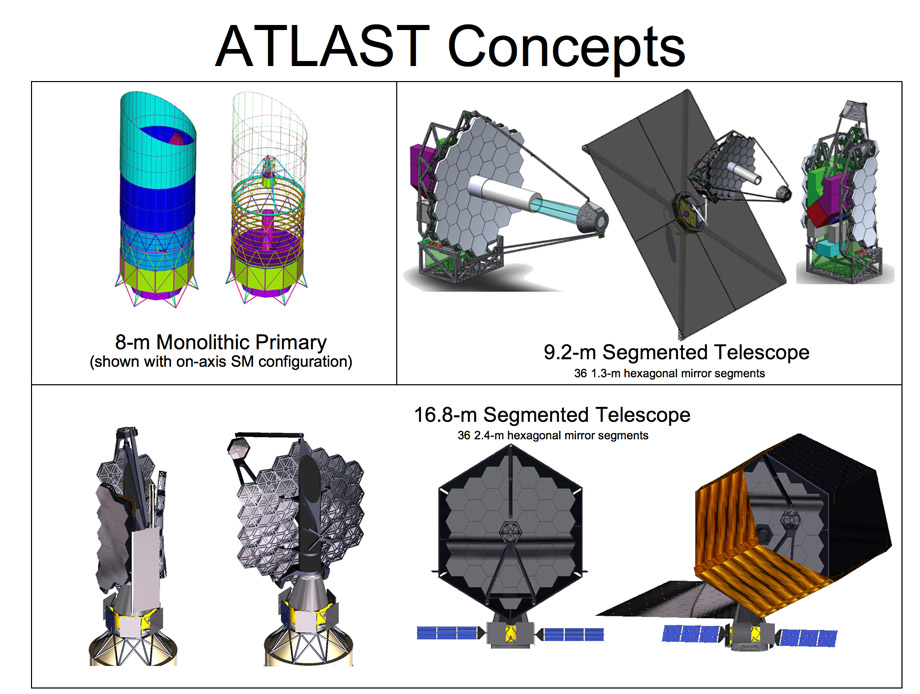
ATLAST đã sản xuất một số phiên bản cho kính thiên văn LUVOIR

Kính viễn vọng không gian khẩu độ lớn công nghệ tiên tiến (Advanced Technology Large-Aperture Space Telescope - ATLAST, hiện đã phát triển và được gọi là LUVOIR-B ) là một khái niệm kính viễn vọng không gian UV-quang-NIR 8 mét được đề xuất bởi Space Telescope Science Institute (STScI), trung tâm hoạt động khoa học cho Kính viễn vọng Không gian Hubble (HST). Nếu được phóng lên, LUVOIR sẽ là một sự thay thế và người kế nhiệm cho các HST, với khả năng để có được quang phổ và hình ảnh quan sát các đối tượng thiên văn trong trình cực tím, quang học, và hồng ngoại bước sóng, nhưng với độ phân giải tốt hơn đáng kể so với một trong hai HST hoặc Kính viễn vọng không gian James Webb (JWST) chưa được phóng lên. Giống như JWST, ATLAST sẽ được triển khai tại điểm Lagrange L2 của Mặt Trời-Trái Đất.
HDST (LUVOIR-A) và ATLAST (LUVOIR-B) là hai phiên bản cạnh tranh để trở thành LUVOIR, được quản lý bởi chương trình Nhiệm vụ Khoa học Chiến lược Lớn của NASA. LUVOIR được hình dung là một nhiệm vụ hàng đầu của thời kỳ 2025 202020, được thiết kế để xác định liệu có sự sống ở nơi nào khác trong thiên hà hay không. Nó sẽ cố gắng thực hiện điều này bằng cách tìm kiếm các sinh trắc học (như oxy phân tử, ozone, nước và metan) trong quang phổ của các ngoại hành tinh trên mặt đất.
Từ viết tắt mà dự án ban đầu sử dụng, 'ATLAST', trên thực tế là một cách chơi chữ. Nó đề cập đến thời gian thực hiện để quyết định một người kế vị ánh sáng thực sự, có thể nhìn thấy được cho Kính viễn vọng Không gian Hubble.
LUVOIR là một trong bốn khái niệm sứ mệnh không gian vật lý thiên văn lớn đang được nghiên cứu để chuẩn bị cho Viện nghiên cứu khoa học thiên văn và vật lý thiên văn năm 2020, ba khái niệm khác là: Habitable Exoplanet Imaging Mission (HabEx), Lynx X-ray Observatory và Kính viễn vọng Không gian Nguồn gốc.